# Pseudicius tamaricis
Pseudicius tamaricis là một loài nhện trong họ Salticidae.
Loài này thuộc chi Pseudicius. Pseudicius tamaricis được Eugène Simon miêu tả năm 1885.